# خالد عجب
خالد سعد عجب العازمي (28 يوليو 1986-) لاعب كرة قدم كويتي مهاجم في صفوف نادي الكويت يحمل الرقم 16.
لعب مع نادي الساحل الكويتي، وبعدها انتقل إلى نادي الكويت بعد توقف بإرادته دام لأربعة سنوات.
و هو أخ لاعب نادي القادسية الكويتي أحمد عجب ولاعب نادي الساحل الكويتي السابق محمد عجب ولاعب نادي الساحل الكويتي مجبل عجب، وكذلك لديه شقيق فيصل عجب يلعب كمهاجم أيضا في نادي القادسية الكويتي.
وقد نال خالد عجب عدة ألقاب في فترة لعبة:
- فمنذ أول ظهور له وأول مشاركة فعلية مع الفريق الأول لنادي الكويت في بطولة كأس الاتحاد التنشيطية

قد حصل خالد عجب على لقب هداف كأس الاتحاد الكويتي 2007/2008 برصيد 7 أهداف، وتنافس بشدة مع المحترفين آنذاك في بقية الأندية.
- كذلك قد حصل خالد عجب على لقب ثامن هدافي العالم في عام 2010 م بعد مشاركتة في بطولة كأس الاتحاد الآسيوي، حيث سجل 6 أهداف خلال مبارتين فقط بسبب الإصابة، وهذيين الهدفيين كانا سببا في تعادله مع ميسي في التصنيف الدولي لهدافي العالم.
- هذا وقد شارك عجب مع المنتخب الكويتي، وكذلك مع منتخب الشباب.